# Charles Pierre Martial Ardant du Picq
Ne doit pas être confondu avec le théoricien militaire Charles Ardant du Picq (1821-1870)
Pour les articles homonymes, voir Ardant et Picq.
Charles-Pierre-Martial Ardant du Picq, né le 7 juin 1879 à Limoges et mort pour la France le 8 juin 1940 à Eaubonne pendant la défense de Paris, est un général de division français.

## Biographie
Charles-Pierre Ardant du Picq appartient à une ancienne famille de la bourgeoisie de Limoges. Les Ardant sont attestés comme maîtres orfèvres à Limoges à la fin du XVIe siècle. Son trisaïeul, Nicolas Ardant ajoute à son patronyme le nom de terre « du Picq » au XVIIIe siècle. Son père est un cousin germain du colonel et théoricien militaire Charles Ardant du Picq. L'actrice Fanny Ardant appartient à la même famille à laquelle elle est rattachée par une autre branche .
Saint-Cyrien, il appartient à la promotion 1897-1899 (promotion de Bourbaki). À sa sortie, il intègre l'infanterie coloniale. En parallèle à sa carrière militaire, qui le conduit dans diverses colonies, il va mener des études ethnographiques sur les populations qu'il peut observer. Il est lieutenant lorsqu'il publie en 1905 sa première étude ethnologique. Celle-ci porte sur les Tanala de Madagascar. 
Colonel, il publie en 1932 et 1933 une étude sur la population des Dyermas ou Zarmas et une autre sur leur langue et, en 1933, un essai sur l'influence islamique sur une tribu de Madagascar. 
En 1938, en tant que général de division, il commande les troupes du Sud tunisien et la 84e division d'infanterie d'Afrique qui, rapatriée le 25 mai 1940, est placée un moment en réserve. Ayant installé son quartier général au château d'Écouen, il meurt lors de la défense de Paris, à Eaubonne le 8 juin 1940, durant la bataille de France. 
Il est l'un des treize officiers généraux français morts au cours des opérations de mai-juin 1940.

## Distinction
- Par arrêté du 20 février 1941, il est élevé à la dignité de grand officier de la Légion d'honneur[2].

## Œuvres
- Une peuplade Malgache : les Tanala de l'Ikongo, Paris, Le tour du Monde, 1905 ; réédité Paris, Hachette, 1971.
- Une population africaine : les Dyerma, Paris, Larose, 1932 ; réédité en 1933, 76 p.
- La langue songhay : dialecte dyerma, Paris, Larose, 1933, 170 p.
- L'Influence islamique sur une population malayopolynésienne de Madagascar, Paris, Charles-Lavauzelle et Cie, 1933, 70 p. et une carte.
- Histoire d'une citadelle annamite, Bac-Ninh, Hanoi, 1935, 176 p. avec figures, cartes et plans.

## Sources
- « Documentation sur Charles Pierre Ardant du Picq », dans Dossiers biographiques Boutillier du Retail, Paris, France Outre-mer, 1939.
- Site historyboard.net, « Les officiers généraux français morts au cours des opérations – Général de division Charles Ardant du Picq ».